# Сејлсвил (Охајо)
Сејлсвил (енгл. Salesville) град је у америчкој савезној држави Охајо.

## Демографија
По попису из 2010. године број становника је 129, што је 25 (-16,2%) становника мање него 2000. године.
| Група             | 2000.       | 2010.       |
| Белци             | 153 (99,4%) | 125 (96,9%) |
| Афроамериканци    | 0 (0,0%)    | 2 (1,6%)    |
| Азијати           | 0 (0,0%)    | 0 (0,0%)    |
| Хиспаноамериканци | 0 (0,0%)    | 0 (0,0%)    |
| Укупно            | 154         | 129         |